# Youyi Lu
Youyi Lu (chiń. 友谊路站) – stacja początkowa metra w Szanghaju, na linii 3. Zlokalizowana jest pomiędzy stacjami Tieli Lu oraz Baoyang Lu. Została otwarta 18 grudnia 2006.